# Парк МАЙКского периода
Парк МАЙКского периода — трибьют-альбом , посвящённый Майку Науменко, сделанный при участии музыкантов рок-группы «Зоопарк». Продюсером альбома выступил Алексей Рыбин.

## Список композиций
1. Я знал (Евгений «Ай-яй-яй» Фёдоров) (4:36)
2. Пригородный блюз № 2 (Алексей Рыбин) (2:29)
3. Утро вдвоём (Сергей «Чиж» Чиграков) (4:11)
4. Блюз твоей реки (Борис Гребенщиков) (2:26)
5. Позвони мне рано утром (Евгений «Ай-яй-яй» Фёдоров) (2:38)
6. Ром и пепси-кола (Джекки) (2:29)
7. Баллада о Кроки, Ништяке и Карме (Сергей «Чиж» Чиграков) (3:41)
8. Я продолжаю забывать (Евгений «Ай-яй-яй» Фёдоров) (2:46)
9. Седьмая глава (Юрий Шевчук) (3:41)
10. Салоны (Олег Гаркуша) (3:48)
11. Завтра меня здесь не будет (Медленный поезд) (Андрей «Дюша» Романов) (3:35)
12. 10 лет назад (Джекки) (2:33)
13. Иллюзии (Андрей «Дюша» Романов) (7:35)

## Переиздания
- 2002 год — альбом переиздан фирмой «Квадро-Диск» под названием «Трибьют. Зоопарк» со следующим порядком песен:

1. Седьмая глава (Юрий Шевчук)
2. Я знал (Евгений Фёдоров)
3. Пригородный блюз № 2 (Алексей Рыбин)
4. Открой бутылку (Чиж)
5. Блюз твоей реки (БГ)
6. Позвони мне рано утром (Евгений Фёдоров)
7. Ром и пепси-кола (Джекки)
8. Баллада о Кроки, Ништяке и Карме (Чиж)
9. Я забываю (Евгений Фёдоров)
10. Салоны (Олег Гаркуша)
11. Медленный поезд (Дюша Романов)
12. Скажи, куда ушли те времена (Джекки)
13. Иллюзии (Дюша Романов)

На обложке переиздания указано, что все песни, кроме 5, 10, 11 и 13 записаны в 2000 и 2001 годах, но запись практически ничем не отличается от издания 1998 года.